# Búdzsema Benhríf
Búdzsema Benhríf (arabul: بوجمعة بنخريف;) (Marokkó, 1947. november 30. –) marokkói válogatott labdarúgó.

## Pályafutása

### Klubcsapatban
1965 és 1981 között a KAC de Kénitra játékosa volt. 

### A válogatottban
1967 és 1974 között 65 alkalommal szerepelt a marokkói válogatottban és 4 gólt szerzett. Részt vett az 1970-es világbajnokságon, az 1972-es Afrika-kupán, és az 1972. évi nyári olimpiai játékokon.

## Sikerei
KAC de Kénitra
- Marokkói bajnok (2): 1972–73, 1980–81

## Külső hivatkozások
- Búdzsema Benhríf – a FIFA adatbázisában
- Búdzsema Benhríf adatlapja a National-Football-Teams.com oldalon (angolul)

- Búdzsema Benhríf adatlapja a worldfootball.net oldalon (angolul)
- Búdzsema Benhríf. FootballDatabase.eu